# Saccade
Een saccade of oogsprong is een snelle beweging van de ogen die tot doel heeft een nieuw fixatiepunt te vinden. Deze oogsprongen komen in de oogmotoriek zowel voor bij het lezen als bij het bekijken van foto's of scènes. Zij worden aangestuurd door specifieke gebieden in de hersenen, zoals (onder andere) de colliculi superiores en de frontale oogvelden.
Tijdens de saccade (bijvoorbeeld als bij het lezen het oog in 20 à 60 millisecondes verspringt van het één woord naar het volgende) is de visuele detectiedrempel verlaagd - de fovea (een deel van de gele vlek) is slechts 1 vierkante millimeter groot - maar merkt men dit niet omdat de hersenen dit compenseren door tijdens die interlaps er het meest waarschijnlijke beeld tussenin te voegen. Er is geen waarneming mogelijk omdat de saccade met een dermate grote snelheid gebeurt dat een scherp beeld uitgesloten is. De informatie van wat ontvangen wordt tijdens de saccades wordt daarom door de hersenen onderdrukt.

## Troxler effect
Als men zonder saccades in een bepaalde richting blijft staren zal het Troxler effect optreden. Dit entoptisch verschijnsel was ontdekt door Ignaz Paul Vital Troxler (1780-1866) en bestaat uit het geleidelijk verminderen van helderheidsnuances en kleurcontrasten, waarbij het gezichtsveld langzaam een grijze structuurloze aanblik biedt. Om dit effect te vermijden passen de ogen onbewust saccades toe.

## REM slaap
Wanneer snelle oogbewegingen plaatsvinden in de slaap (tijdens de actieve droombeleving) spreekt men niet meer van saccades maar van R.E.M. (Rapid Eye Movement).

## Waarnemingen van egaalwitte of egaalkleurige oppervlakken
Saccades ontbreken als men naar egaalwitte of egaalkleurige oppervlakken kijkt, zoals een sneeuwtapijt of de blauwe hemel. De blik glijdt over het bekeken oppervlak en aldus kunnen uiterst flauwe helderheidsverschillen alsnog worden opgemerkt.